# 9К38 Игла
9К38 Игла (наименование по спецификацията на НАТО – SA-18 Grouse) е съветски и руски преносим зенитно-ракетен комплекс, разработен в Съветския съюз. Предназначен е за поразяване на нисколетящи въздушни цели при насрещни и догонващи траектории в условията на лъжливи термални сигнали. Комплексът е приет на въоръжение през 1983 година.
„Игла“ е на въоръжение в армията на Русия, страните от ОНД, а също така от 1994 година се изнася в над 30 държави, включително България, Босна и Херцеговина, Виетнам, Сърбия, Словения, Хърватия, Черна Гора, Полша, Германия, Финландия, Индия, Ирак, Малайзия, Сингапур, Сирия, Южна Корея, Бразилия и Мексико.
Разработката на комплекса започва през 1971 година в КБ Коломна. Главните цели се състояли в това да се създаде ракета с по-добра устойчивост към контрамерки и по-висока боева ефективност отколкото комплексите от предходно поколение тип Стрела. Поради технически затруднения при разработването става ясно, че ще е необходимо повече време от очакваното и през 1978 година програмата се разделя на две части: разработката на пълната версия на Игла ще продължи, а ще се разработи опростена версия (Игла-1), с ИЧ глава основана на по-ранната Стрела-3, за да влезе на въоръжение преди завършването на пълноценната Игла.
Последният вариант, 9К338 Игла-С (по класификацията на НАТО – SA-24 Grinch) е приет на въоръжение от руската армия през 2002 г.

## Оператори
- Азербайджан
- Армения
- Алжир
- Ангола
- Бразилия
- Босна и Херцеговина
- Ботсвана
- Венецуела
- Виетнам
- Египет
- Грузия
- Индия
- Йордания
- Иран
- Северна Корея
- Южна Корея
- Куба
- Ливан
- Северна Македония
- Малайзия
- Мексико
- Мианмар
- Никарагуа
- Обединени арабски емирства
- Пакистан
- Перу
- Русия
- Сърбия
- Сингапур
- Сирия
- Словакия
- Словения
- Уганда
- Украйна